# Proscymnodon
 Proscymnodon   (лат.) — род акул семейства сомниозовых отряда катранообразных, в которое включают 2 вида. Максимальный размер 170 см. Эти акулы обитают в Атлантическом и Тихом океане. Встречаются на глубине до 1550 м. Название рода происходят от слов греч. πρό — «перед», «предшествующий», «превосходящий», греч. Σκύμνος — «детёныш» и греч. ὀδούς — «зуб».

## Классификация
- Proscymnodon macracanthus Regan, 1906
- Proscymnodon plunketi Waite, 1910